# Municipio de Stone Creek
El municipio de Stone Creek (en inglés: Stone Creek Township) es un municipio ubicado en el condado de Bottineau en el estado estadounidense de Dakota del Norte. En el año 2010 tenía una población de 19 habitantes y una densidad poblacional de 0,26 personas por km².

## Geografía
El municipio de Stone Creek se encuentra ubicado en las coordenadas 48°40′53″N 100°44′1″O / 48.68139, -100.73361. Según la Oficina del Censo de los Estados Unidos, el municipio tiene una superficie total de 73.16 km², de la cual 72,12 km² corresponden a tierra firme y (1,43 %) 1,04 km² es agua.

## Demografía
Según el censo de 2010, había 19 personas residiendo en el municipio de Stone Creek. La densidad de población era de 0,26 hab./km². De los 19 habitantes, el municipio de Stone Creek estaba compuesto por el 100 % blancos. Del total de la población el 0 % eran hispanos o latinos de cualquier raza.